# Liste der Biografien/Niz
Liste der Biografien |
Portal Biografien |
Personensuche
# |
A |
B |
C |
D |
E |
F |
G |
H |
I |
J |
K |
L |
M |
N |
O |
P |
Q |
R |
S |
T |
U |
V |
W |
X |
Y |
Z |
?
 
Na |
Nb |
Nc |
Nd |
Ne |
Nf |
Ng |
Nh |
Ni |
Nj |
Nk |
Nl |
Nm |
Nn |
No |
Nr |
Ns |
Nt |
Nu |
Nv |
Nw |
Nx |
Ny |
Nz
 
Nia |
Nib |
Nic |
Nid |
Nie |
Nif |
Nig |
Nih |
Nii |
Nij |
Nik |
Nil |
Nim |
Nin |
Nio |
Nip |
Niq |
Nir |
Nis |
Nit |
Niu |
Niv |
Niw |
Nix |
Niy |
Niz
Die Liste der Biografien führt alle Personen auf, die in der deutschsprachigen Wikipedia einen Artikel haben. Dieses ist eine Teilliste mit 37 Einträgen von Personen, deren Namen mit den Buchstaben „Niz“ beginnt.

## Niz
- Niz, Andreas Christoph (1764–1810), deutscher Philologe und Pädagoge

### Niza
- NIZA (* 1992), Schweizer Musikproduzent
- Niza, José (1938–2011), portugiesischer Musiker, Komponist und Politiker
- Nizām ad-Dīn Auliyāʾ († 1325), Sufi-Heiliger
- Nizām al-Mulk (1018–1092), Wesir unter den Seldschuken-Sultanen Alp Arslan und Malik Schah
- Nizam ud Din Sehalvi (1677–1748), indischer islamischer Gelehrter
- Nizam, Khairul (* 1991), singapurischer Fußballspieler
- Nizam, Musa (* 1990), türkischer Fußballspieler
- Nizam, Sharul (* 1997), singapurischer Fußballspieler
- Nizam, Zaiful (* 1987), singapurischer Fußballspieler
- Nizami, Motiur Rahman (1943–2016), bangladeschischer Politiker der Jamaat-e-Islami
- Nizamul Islam, Politiker in Bangladesch
- Nizan, Paul (1905–1940), französischer Romancier
- Niżankowski, Andrzej († 1655), polnischer Organist und Komponist
- Nizar (* 1984), deutscher Stand-up-ComedianNizar (* 1984)

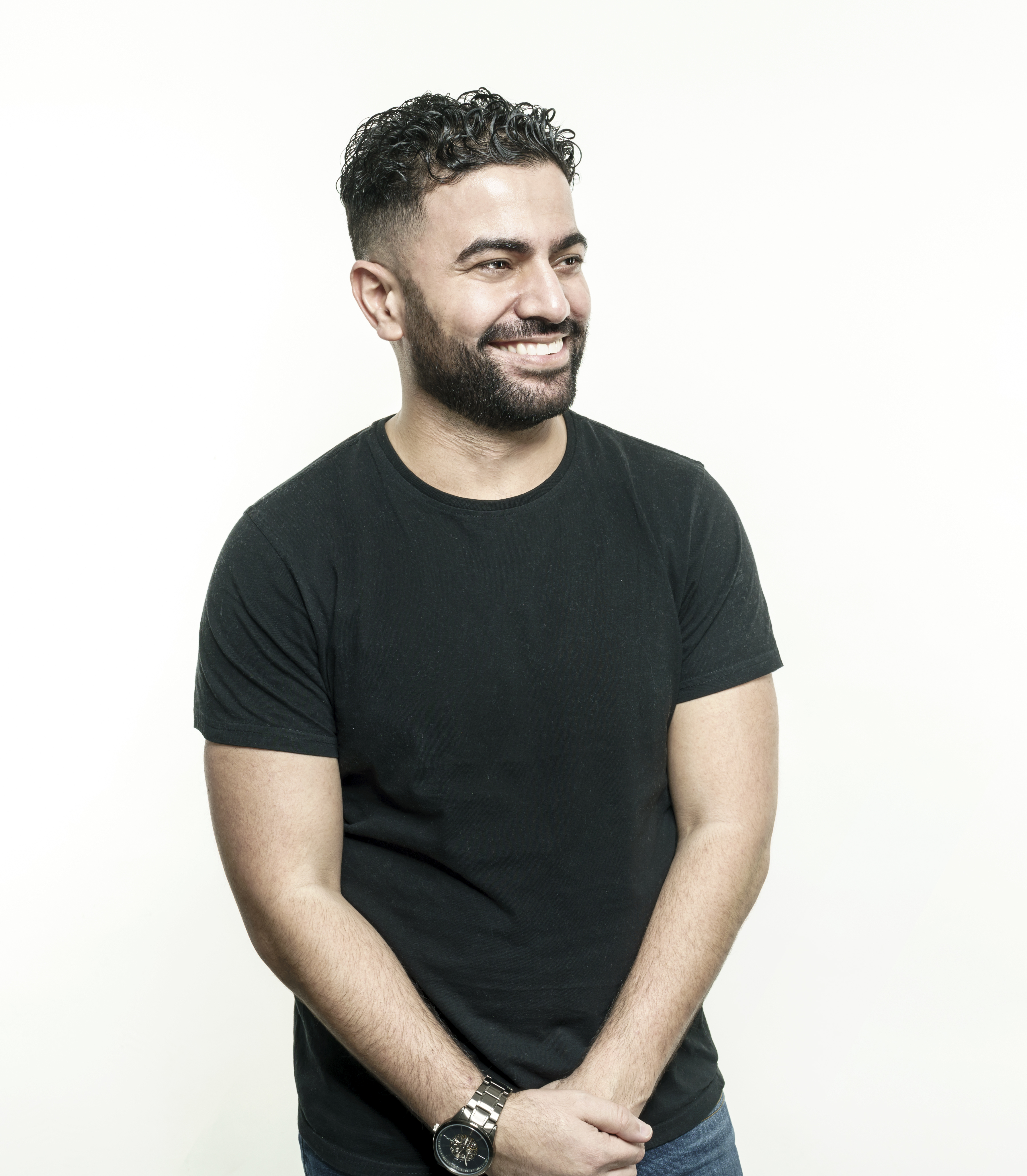
Nizar (* 1984)

- Nizār ibn al-Mustansir (1045–1095), Person des ismailitischen schiitischen Islam, nach der die Nizariten benannt sind
- Nizar Saleh, Yousif (* 1994), kuwaitischer Squashspieler

### Nizi
- Niziak, Ute (* 1982), deutsche Biathletin
- Nižić, Zoran (* 1989), kroatischer Fußballspieler
- Nizigama, Aloÿs (* 1966), burundischer Langstreckenläufer
- Nizioł, Bartek (* 1974), polnischer Violinist
- Ņiživijs, Aleksandrs (* 1976), lettischer Eishockeyspieler

### Nizn
- Nižňanský, Ladislav (1917–2011), slowakisch-deutscher Teilnehmer am Zweiten Weltkrieg und Geheimdienstagent
- Niżnik, Adam (* 2002), polnischer Skispringer
- Niznik, Stephanie (1967–2019), US-amerikanische Schauspielerin

### Nizo
- Nizolio, Mario (1498–1576), italienischer Philosoph und Humanist
- Nizon, Paul (* 1929), Schweizer Kunsthistoriker und SchriftstellerPaul Nizon (* 1929)

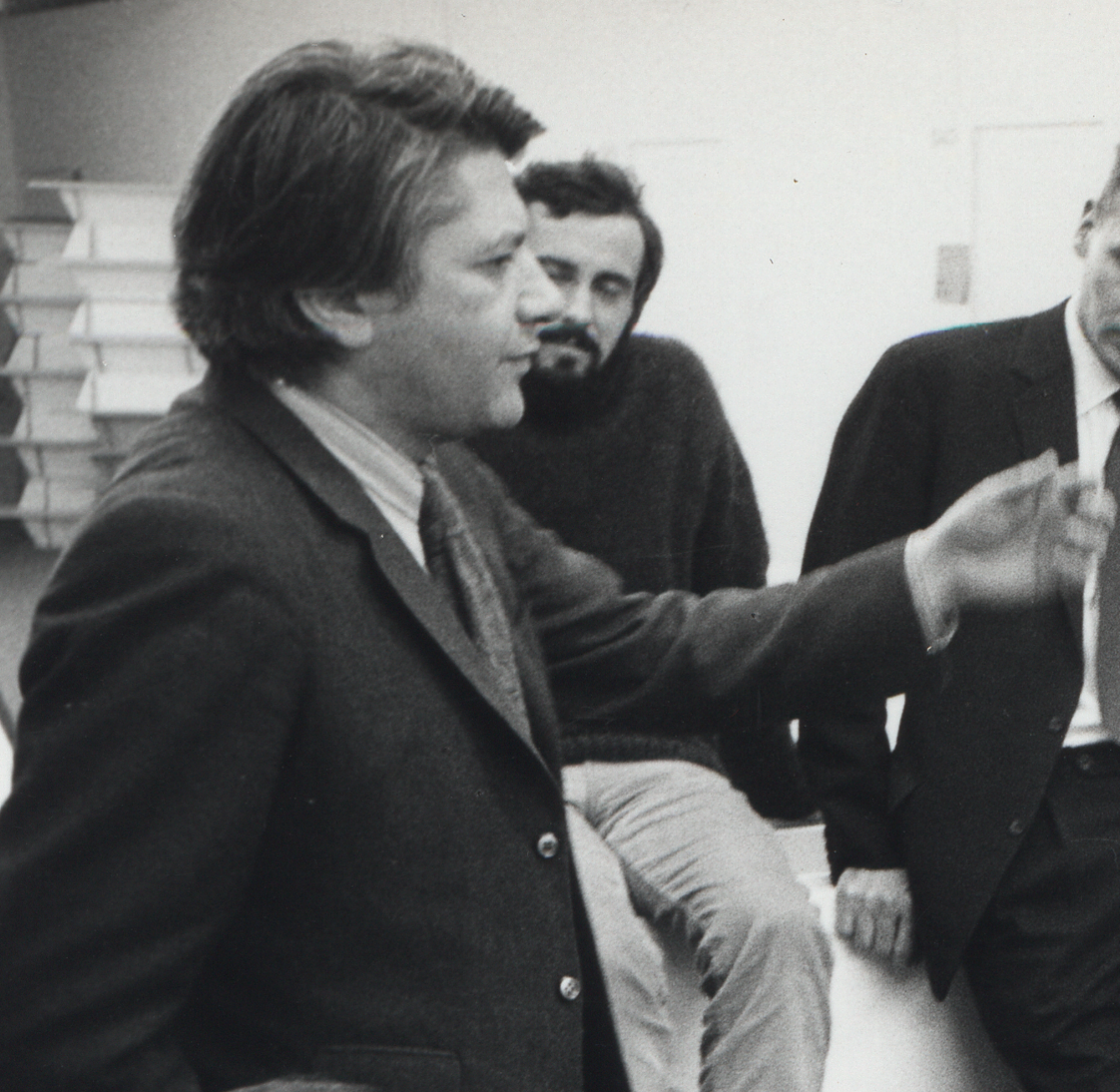
Paul Nizon (* 1929)

### Nizz
- Nizzatti, Benoît († 1831), Geistlicher und Generalminister der Kartäuser (1824–1831)
- Nizze, Horst (* 1942), deutscher Pathologe
- Nizze, Johann Ernst (1788–1872), deutscher Gymnasiallehrer, Rektor des Stralsunder Gymnasiums
- Nizzi, Enrico (* 1990), italienischer Skilangläufer
- Nizzola, Agostino (1869–1961), Schweizer Maschinenbauingenieur
- Nizzola, Bruno (1890–1963), Schweizer Maler und bildender Künstler
- Nizzola, Garibaldo (1927–2012), italienischer Ringer
- Nizzola, Marcello (1900–1947), italienischer Ringer
- Nizzoli, Marcello (1887–1969), italienischer Grafiker, Architekt und Industriedesigner
- Nizzolo, Giacomo (* 1989), italienischer Radrennfahrer